# Musashimurayama
Musashimurayama (武蔵村山市, Musashimurayama-shi) est une ville de la métropole de Tokyo, au Japon.

## Géographie

### Situation
Musashimurayama est située dans le centre nord de la métropole de Tokyo, à environ 40 km du centre-ville.

### Municipalités limitrophes
| Mizuho | Tokorozawa      | Higashiyamato |
| Mizuho | Musashimurayama | Higashiyamato |
| Fussa  | Tachikawa       | Tachikawa     |

### Démographie
Au 1er avril 2025, la population de la ville de Musashimurayama était de 70 567 habitants répartis sur une superficie de 15,32 km2. 

## Histoire
Le village de Murayama a été créé le 1er avril 1917 et a été élevé au rang de bourg le 3 novembre 1954. La population a connu une croissance extrêmement rapide dans les années 1960 grâce au développement des logements sociaux. Murayama est élevé au rang de ville le 3 novembre 1970 et est rebaptisé Musashimurayama pour éviter la confusion avec la ville de Murayama dans la préfecture de Yamagata.
L'Institut national de recherche sur les maladies infectieuses (National Institute of Infectious Diseases)  du Ministère de la Santé, du Travail et des Affaires sociales abrite, depuis 2015, le seul laboratoire P4 du Japon.

## Jumelage
La ville est jumelée avec Sakae dans la préfecture de Nagano.